# Сомборски партизански одред
Сомборски партизански одред је био партизанска јединица у саставу Народноослободилачке војске и партизанских одреда Југославије током Другог светског рата у Југославији.

## Историјат
Сомборски партизански народноослободилачки одред основан је у Срему 30. августа 1944. године. За команданта је одређен Миле Веселиновић, а за политичког комесара Никола Депалов. Борбени пут одреда према његовом одредишти започео је уз низ потешкоћа, кретање непознатим терениом уз изузетно лоше временске прилике, кроз блата, а при томе резервне хране није било па су се борци хранили некуваним кукурузом, репом, парадајзом или шаргарепом. Најзад, њих дванаест носили су и 70 килограма експлозива, толико потребног за предстојеће диверзије. Затим долазе прве акције: хватање непријатељских агената, минирање железничке пруге... Одреду прилазе нови борци који се наоружавају отимајући оружје од непријатеља. За тридесет пет дана дејства у околини Стапара и Сомбора, јединица је нарасла на стотину бораца, сврстаних у 1. (стапарску) и 2. (сомборску) чету. Командир Стапарске чете био је Живан Мамутовић, а Сомборске Стеван Милић. Да је било више оружја, Одред би још брже растао. Стапар, у којем је постојао и Народноослободилачки одбор, био је главно упориште Одреда. Међу значајније борбе, ваља истаћи сукоб једног дела Сомборског одреда са немачким пуком SS-ovaca, који се повлачио према Дунаву, у намери да се пребаци у Мађарску. Том приликом су непријатељу нанети губици у људству. Одред је првих дана ослобођења постао мобилизациона база за прихватање нових бораца, као што је постао и оружано упориште приликом успостављања народне власти. Одред је 31. октобра 1944. ушао у састав 51. војвођанске дивизије НОВЈ.